# Новоселівка (Полтавський район)
Новосе́лівка — село в Україні, у Новоселівській сільській громаді Полтавського району Полтавської області. До 2017 орган місцевого самоврядування — Новоселівська сільська рада. Населення становить 672 осіб.

## Географія
Село Новоселівка знаходиться на лівому березі річки Свинківка, вище за течією на відстані 1,5 км розташоване село Брунівка, нижче за течією примикає село Бочанівка, на протилежному березі — села Терентіївка та Пасківка. Через село проходить залізниця, станція Свинківка.
Відстань до районного та обласного центру становить близько 15 км і проходить автошляхом Т 1707.

## Історія
12 червня 2020 року, відповідно до розпорядження Кабінету Міністрів України № 721-р «Про визначення адміністративних центрів та затвердження територій територіальних громад Полтавської області», село увійшло до складу Новоселівської сільської громади.
19 липня 2020 року, в результаті адміністративно - територіальної реформи та ліквідації Полтавського району(1925-2020), село увійшло до складу новоутвореного Полтавського району.

## Відома особа

### Народився
- Бублик Юрій Васильович — український політик, громадський діяч, народний депутат України.